# Neodiplostomum spathula
Espèce
Synonymes
- Holostomum spathula Creplin, 1829 (protonyme)
- Conodiplostomum spathula (Creplin, 1829)
- Hemistomum spatula Diesing, 1850

Neodiplostomum spathula est une espèce de trématodes de la famille des Diplostomidae et parasite d'oiseaux.

## Hôtes
Neodiplostomum spathula parasite les oiseaux suivants :
- Aigle criard (Clanga clanga)
- Aigle royal (Aquila chrysaetos)
- Bécassine des marais (Gallinago gallinago)
- Busard cendré (Circus pygargus)
- Busard des roseaux (Circus aeruginosus)
- Busard Saint-Martin (Circus cyaneus)
- Busard tchoug (Circus melanoleucos)
- Buse variable (Buteo buteo)
- Canard colvert (Anas platyrhynchos)
- Chevalier sylvain (Tringa glareola)
- Circaète Jean-le-Blanc (Circaetus gallicus)
- Épervier d'Europe (Accipiter nisus)
- Faucon crécerelle (Falco tinnunculus)
- Faucon hobereau (Falco subbuteo)
- Milan noir (Milvus migrans)

## Classification
L'espèce est décrite en 1829 par le zoologiste allemand Friedrich Christian Heinrich Creplin sous le protonyme Holostomum spathula.